# Mike Honda
Michael Makoto Honda, detto Mike (Walnut Grove, 27 giugno 1941), è un politico statunitense, membro della Camera dei Rappresentanti per lo stato della California dal 2001 al 2017.

## Biografia
Nato in California in una famiglia di origini nipponiche, Honda trascorse l'infanzia in un campo di internamento nel Colorado, dove tutti i giapponesi erano stati confinati dopo i fatti di Pearl Harbor. Tornato in California negli anni cinquanta, frequentò l'università e divenne insegnante. Nel corso degli anni ottenne anche l'incarico di preside.
In seguito Honda si dedicò alla politica con il Partito Democratico e nel 1996 fu eletto all'interno della legislatura statale della California, dove rimase per cinque anni.
Nel 2000 Honda si candidò alla Camera dei Rappresentanti e riuscì a farsi eleggere; negli anni successivi venne riconfermato dagli elettori per altri sette mandati, fin quando nel 2016 fu sconfitto dal compagno di partito Ro Khanna e lasciò il Congresso dopo sedici anni di permanenza.
Mike Honda è giudicato un democratico di vedute liberali ed è membro del Congressional Progressive Caucus. Vedovo della moglie Jeanne, ha due figli.